# Zonites anaphiensis
Zonites anaphiensis is een slakkensoort uit de familie van de Zonitidae. De wetenschappelijke naam van de soort is voor het eerst geldig gepubliceerd in 1981 door Riedel & Mylonas.